# هگزا تری اکونتانویک اسید
هگزا تری اکونتانویک اسید (به انگلیسی: Hexatriacontanoic acid) با فرمول شیمیایی C36H72O2 یک ترکیب شیمیایی با شناسه پاب‌کم 24425 است. که جرم مولی آن ۵۳۷٫۰ گرم بر مول می‌باشد. 